# Dürnstein in der Steiermark
Dürnstein in der Steiermark è una frazione di 278 abitanti del comune austriaco di Neumarkt in der Steiermark, nel distretto di Murau (Stiria). Già comune autonomo, il 1º gennaio 2015 è stato fuso con i comuni di Neumarkt in Steiermark, Kulm am Zirbitz, Mariahof, Perchau am Sattel, Sankt Marein bei Neumarkt e Zeutschach per costituire il nuovo comune mercato (Marktgemeinde).